# Liga de Naciones de la Concacaf
La Liga de Naciones de la Concacaf (en inglés: CONCACAF Nations League) es un campeonato de fútbol masculino que disputan las 41 selecciones nacionales afiliadas a la Concacaf. El torneo se realiza durante las fechas internacionales de la FIFA. La primera edición comenzó en septiembre de 2019.
El torneo se divide en tres diferentes ligas, según su nivel deportivo, con un campeón que se coronará en cada edición. Para asignar a las Asociaciones Miembro en sus respectivas ligas, la Concacaf comenzó con una fase clasificatoria donde todos los seleccionados jugaron una serie de 4 partidos, 2 de local y 2 de visitante, que se disputaron entre el 6 de septiembre de 2018 y el 24 de marzo de 2019. El torneo también definió que equipos clasificaron a la Copa de Oro de la Concacaf 2019, al mismo tiempo que informará el proceso de ranking para la eliminatoria a la Copa Mundial de Fútbol de 2022, y contará con ascenso y descenso entre las ligas.
El presidente de la Concacaf, Victor Montagliani, declaró que el propósito de la competencia era tener un calendario regular de encuentros internacionales para los equipos nacionales de toda la confederación, señalando que algunos equipos juegan menos de 10 partidos en un período de cuatro años y necesitaban juegos más competitivos para ayudar al desarrollo del deporte en dichas naciones, siendo un ejemplo de ello es la selección de Saint-Martin que solo disputó dos partidos, ambos en la Copa del Caribe como fase clasificatoria para la Copa Oro de la Concacaf desde 2014 hasta 2016, a diferencia de otras selecciones como Belice que disputó 14 partidos en el mismo periodo.

## Equipos participantes
Participan los 41 países miembros de la Concacaf:
| - Anguila - Antigua y Barbuda - Aruba - Bahamas - Barbados - Belice - Bermudas - Bonaire - Canadá - Costa Rica - Cuba - Curazao - Dominica - El Salvador | - Estados Unidos - Granada - Guatemala - Guadalupe - Guyana - Guayana Francesa - Haití - Honduras - Islas Caimán - Islas Turcas y Caicos - Islas Vírgenes Británicas - Islas Vírgenes de los Estados Unidos - Jamaica - Martinica | - México - Montserrat - Nicaragua - Panamá - Puerto Rico - República Dominicana - Saint-Martin - San Cristóbal y Nieves - San Vicente y las Granadinas - Santa Lucía - Sint Maarten - Surinam - Trinidad y Tobago |

## Ediciones
| Año             | Sede      | Campeón        | Final Resultado | Subcampeón | Tercer Lugar | Resultado      | Cuarto Lugar   | Goleador                    |
| --------------- | --------- | -------------- | --------------- | ---------- | ------------ | -------------- | -------------- | --------------------------- |
| 2019-20 Detalle | Denver    | Estados Unidos | 3–2 (t.s.)      | México     | Honduras     | 2–2 5–4 (pen.) | Costa Rica     | Gleofilo Vlijter (10 goles) |
| 2022-23 Detalle | Las Vegas | Estados Unidos | 2–0             | Canadá     | México       | 1–0            | Panamá         | Gerwin Lake (8 goles)       |
| 2023-24 Detalle | Arlington | Estados Unidos | 2–0             | México     | Jamaica      | 1–0            | Panamá         | Axel Raga (8 goles)         |
| 2024-25 Detalle | Inglewood | México         | 2–1             | Panamá     | Canadá       | 2–1            | Estados Unidos | Dorny Romero (10 goles)     |

### Palmarés
Nota: En cursiva se indica el torneo en que el equipo fue local.
| Selección      | Título/s | Subcampeón | 3.º | 4.º | Año/s campeón             |
| -------------- | -------- | ---------- | --- | --- | ------------------------- |
| Estados Unidos | 3        | –          | –   | 1   | 2019-20, 2022-23, 2023-24 |
| México         | 1        | 2          | 1   | –   | 2024-25                   |
| Canadá         | –        | 1          | 1   | –   |                           |
| Panamá         | –        | 1          | –   | 2   |                           |
| Honduras       | –        | –          | 1   | –   |                           |
| Jamaica        | –        | –          | 1   | –   |                           |
| Costa Rica     | –        | –          | –   | 1   |                           |

## Estadísticas

### Tabla histórica de rendimiento
Esta tabla histórica presenta el rendimiento estadístico de las 17 selecciones de fútbol de la CONCACAF que han participado en la «liga A» durante todas las ediciones del torneo. En negrita figuran los países que compiten en esa liga en la temporada actual.
Nota: Sistema de puntuación de 3 puntos por victoria.
| Pos | Equipo            | Temp. | Pts | PJ | PG | PE | PP | GF | GC | Dif |
| --- | ----------------- | ----- | --- | -- | -- | -- | -- | -- | -- | --- |
| 1   | Estados Unidos    | 3     | 40  | 16 | 13 | 1  | 2  | 47 | 10 | +37 |
| 2   | México            | 3     | 30  | 16 | 9  | 3  | 4  | 29 | 15 | +14 |
| 3   | Panamá            | 3     | 29  | 18 | 9  | 2  | 7  | 28 | 19 | +9  |
| 4   | Honduras          | 3     | 27  | 16 | 8  | 3  | 5  | 25 | 14 | +11 |
| 5   | Canadá            | 3     | 24  | 12 | 8  | 0  | 4  | 27 | 13 | +14 |
| 6   | Jamaica           | 2     | 21  | 12 | 6  | 4  | 2  | 23 | 17 | +6  |
| 7   | Costa Rica        | 3     | 14  | 12 | 3  | 5  | 4  | 11 | 15 | -4  |
| 8   | Trinidad y Tobago | 2     | 14  | 10 | 4  | 2  | 4  | 15 | 22 | -7  |
| 9   | Curazao           | 3     | 11  | 12 | 3  | 2  | 7  | 11 | 18 | -7  |
| 10  | Martinica         | 3     | 11  | 12 | 2  | 5  | 5  | 7  | 17 | -10 |
| 11  | Haití             | 2     | 6   | 8  | 0  | 6  | 2  | 8  | 10 | -2  |
| 12  | El Salvador       | 2     | 6   | 8  | 1  | 3  | 4  | 8  | 11 | -3  |
| 13  | Surinam           | 2     | 6   | 8  | 1  | 3  | 4  | 8  | 12 | -4  |
| 14  | Cuba              | 2     | 5   | 8  | 1  | 2  | 5  | 1  | 22 | -21 |
| 15  | Guatemala         | 1     | 4   | 4  | 1  | 1  | 2  | 5  | 7  | -2  |
| 16  | Bermudas          | 1     | 3   | 4  | 1  | 0  | 3  | 5  | 11 | -6  |
| 17  | Granada           | 2     | 2   | 8  | 0  | 2  | 6  | 6  | 30 | -24 |
| 18  | Nicaragua         | 1     | 0   | 0  | 0  | 0  | 0  | 0  | 0  | 0   |
| 19  | Guadalupe         | 1     | 0   | 0  | 0  | 0  | 0  | 0  | 0  | 0   |
| 20  | Guyana            | 1     | 0   | 0  | 0  | 0  | 0  | 0  | 0  | 0   |
| 21  | Guayana Francesa  | 1     | 0   | 0  | 0  | 0  | 0  | 0  | 0  | 0   |

Actualizado al último partido jugado por alguno de los implicados el 24 de marzo de 2024.